# Loxosceles jarmila
Espèce
Loxosceles jarmila est une espèce d'araignées aranéomorphes de la famille des Sicariidae.

## Distribution
Cette espèce est endémique de Jamaïque. Elle se rencontre dans les grottes Jackson Bay Cave et Portland Caves dans la paroisse de Clarendon.

## Description
La femelle holotype mesure 9 mm.

## Étymologie
Cette espèce est nommée en l'honneur de Jarmila Kukalová-Peck.

## Publication originale
- Gertsch & Ennik, 1983 : The spider genus Loxosceles in North America, Central America, and the West Indies (Araneae, Loxoscelidae). Bulletin of the American Museum of Natural History, vol. 175, p. 264-360 (texte intégral).